# Hodîni, Mostîska
Hodîni (în ucraineană Годині) este o comună în raionul Mostîska, regiunea Liov, Ucraina, formată numai din satul de reședință.

## Demografie
Componența lingvistică a comunei Hodîni
     Ucraineană (99,32%)
     Alte limbi (0,2%)
Conform recensământului din 2001, majoritatea populației comunei Hodîni era vorbitoare de ucraineană (99,32%), existând în minoritate și vorbitori de alte limbi.